# الاستجابة الذاتية للكحول
تشير الاستجابة الذاتية للكحول (SR) إلى تجربة الفرد الفريدة للتأثيرات الدوائية للكحول وهو عامل خطر مفترض لتطوير اضطراب استخدام الكحول. تشمل التأثيرات الذاتية كلا من التجارب التحفيزية التي تحدث عادةً أثناء بداية نوبة الشرب مع ارتفاع محتوى الكحول في التنفس تركيز الكحول في الدم[BAC] والتأثيرات المهدئة، والتي تنتشر في وقت لاحق في نوبة الشرب مع تضاؤل BAC التأثير المشترك للتجارب الذاتية والممتعة على مدار جلسة الشرب هي منبئات قوية لاستهلاك الكحول وعواقب الشرب. هناك أيضًا أدلة متزايدة على اعتبار SR كنمط داخلي مع بعض الدراسات التي تشير إلى أنه يمثل نسبة كبيرة من المخاطر الجينية لتطوير اضطراب تعاطي الكحول.

## نموذج استجابة منخفض المستوى
يقترح نموذج الاستجابة ذات المستوى المنخفض أن الأفراد الأقل حساسية لتأثيرات الكحول هم أكثر عرضة للإصابة باضطراب تعاطي الكحول. أحد التفسيرات لهذه الظاهرة هو أن تجارب التسمم المرتفع تشكل آلية تغذية مرتدة، مما يدفع إلى التوقف عن الشرب. يحتاج المستجيبون ذوو المستوى المنخفض إلى استهلاك الكحول أكثر من المستجيبين المرتفعين لتحقيق مستوى مماثل من التسمم وتجربة الآثار السلبية للكحول؛ وبالتالي، يجب على هؤلاء الأفراد استهلاك المزيد من الكحول لإثارة حلقة التغذية المرتدة السلبية. قد يسهم تصاعد استهلاك الكحول في نهاية المطاف في تطوير التسامح، مما يزيد من تثبيط الحساسية لتأثيرات الكحول غير السارة. وتجدر الإشارة إلى أنه لا يوجد ترسيم على مستوى السكان يفصل بين المستجيبين المرتفعين وبالتالي يتم تحديد مستوى الاستجابة بشكل تعسفي (بشكل عام في الفئات) ضمن عينة معينة.
قارنت الدراسات المبكرة SR في الأفراد (معظمهم من الذكور) مع (FH +) وبدون (FH-) تاريخًا من الاعتماد على الكحول من أجل إثبات أن الاختلافات الفردية في SR يمكن اعتبارها محددات مرتبطة وراثيًا باضطراب استخدام الكحول. ووجدت الدراسات غير الخاضعة للرقابة التي أجراها Schuckit وزملاؤه أن ذكور FH + عانوا من الآثار السلبية للكحول مقارنةً بالذكور FH المتطابقين في المتغيرات الديموغرافية وكتلة الجسم الرئيسية. علاوة على ذلك، أظهر الشباب الذكور + FH وآبائهم SR مماثل بعد الوصول إلى ذروة BAC ، مما يشير إلى أن SR هو عامل خطر وراثي لتطوير اضطراب تعاطي الكحول. سجلت دراسات Schuckit التي تسيطر عليها وهمي بشكل عام انخفاض SR بين FH + ، مقارنة بـ FH- ، على طول المواد المتناقصة BAC ، مع وجود اختلافات أكثر وضوحًا بين الرجال من النساء. وجدت دراسات إضافية أن الأشخاص الذين يعانون من FH + الذين عانوا من مستوى منخفض من الاستجابة كانوا أكثر عرضة بأربعة أضعاف للوفاء بمعايير اضطراب تعاطي الكحول في متابعة لمدة 10 سنوات بالمقارنة مع الأشخاص الذين يعانون من FH الذين أبلغوا عن نفس نمط SR. أثبتت دراسات المتابعة اللاحقة التي أجرتها مجموعة Schuckit في المقام الأول أن المستوى المنخفض للاستجابة هو عامل خطر مرتبط وراثيًا لاضطراب تعاطي الكحول، والذي لا يتم تفسيره بشكل أفضل من خلال عوامل مربكة قوية مثل عمر الشراب الأول، واستخدام الكحول الحالي والاندفاع. عزز التحليل التلوي لعام 1992 نموذج المستوى المنخفض للاستجابة من خلال الإبلاغ عن أن أبناء مدمني الكحول أظهروا استجابات أقل للكحول على كل من الأطراف الصاعدة والهابطة لمنحنى BAC. والأهم من ذلك، كانت الاختلافات في SR حسب تاريخ العائلة مهمة فقط في حالة الكحول وليس في حالة الدواء الوهمي، مما يشير إلى أن SRs التي تمت ملاحظتها في حالة الكحول يمكن أن تعزى إلى التأثيرات الدوائية للكحول، بدلاً من عامل مربك. كشف التحليل التلوي لعام 2011 أن أفراد FH + أبلغوا عن انخفاض SR مقارنةً بأفراد FH عبر طرفي التسمم، بما يتفق مع نموذج المستوى المنخفض للاستجابة. كانت هذه النتائج أكثر قوة على طول الطرف الهابط لمنحنى BAC حيث الآثار المهدئة للكحول أكثر انتشارًا وبين الذكور الذين شكلوا الغالبية العظمى من المشاركين في دراسات SR المبكرة.
أشار النقاد إلى أن الدراسات التي تدعم نموذج المستوى المنخفض من الاستجابة لا تمثل سوى التأثيرات المهدئة السلبية للكحول، وأنه في حين أن انخفاض الحساسية تجاه الآثار السلبية للكحول من المرجح أن يؤدي إلى زيادة وتيرة الشرب وشدته، فإن التأثيرات الذاتية للكحول، في الواقع متنوعة للغاية. على سبيل المثال، من المقبول على نطاق واسع أن خصائص المكافأة للكحول تعزز. ومع ذلك، وفقًا للنموذج المنخفض المستوى للاستجابة، فإن انخفاض الحساسية لهذه التأثيرات المجزية هو مؤشر على مشكلة الشرب. تحقيقا لهذه الغاية، لاحظ النقاد أنه في دراسة SR الخاصة بشوكيت، شهد الذكور + FH «طاقة» أكثر من FH- الذكور على طول ارتفاع BAC ، مما يشير إلى أن الحساسية المتزايدة للآثار التحفيزية للكحول قد تنقل خطر الإصابة بمشاكل الكحول. وجدت دراسة أخرى أن الأشخاص الذين يعانون من FH + أفادوا بأنهم يعانون من التسمم أقل من الأشخاص الذين يعانون من التسمم البشري استجابةً لمشروب وهمي، مما يشير إلى أن توقعات الكحول قد تفسر الاختلافات في المخاطر أكثر من SR، أي أن الأفراد الأكثر عرضة للإصابة باضطراب تعاطي الكحول قد يتوقعون أن يكون الكحول أكثر إمتاعًا وأقل كرهًا من الأفراد منخفضي المخاطر.

## نموذج التفاضل
يعتمد نموذج التفاضل على الفكرة المقبولة على نطاق واسع بأن تأثيرات الكحول ثنائية الطور. أي أن التأثيرات المحفزة للكحول (أي النشوة، والمجتمع، والطاقة) تكون أكثر انتشارًا مع ارتفاع BAC (أي الطرف الصاعد)، في حين أن التأثيرات المهدئة للكحول (أي الاسترخاء، والغثيان، والصداع) تكون أكثر قوة مع انخفاض BAC (أي الطرف النازل). يقترح نموذج التفاضل أن الأفراد الأكثر عرضة للإصابة باضطراب تعاطي الكحول (أو أولئك الذين يستوفون بالفعل معايير اضطراب تعاطي الكحول) هم أكثر حساسية للتأثيرات المحفزة للكحول على الطرف الصاعد للتسمم وأقل حساسية للتأثيرات المهدئة على الطرف النازل. بالإضافة إلى ذلك، فإن الجمع بين المكافآت المتزايدة والعواقب المتناقصة على مدار حلقة الشرب يزيد من الدافع لاستهلاك الكحول، مما يؤدي إلى نوبات شرب أطول وأكثر تواترًا. قد يساهم الانخراط المتكرر في مناسبات الشرب الخطرة هذه في نهاية المطاف في تطوير اضطراب تعاطي الكحول.
إن دعم نموذج التمايز متباين، ربما يعكس ندرة الدراسات المصممة لاختبار النموذج نفسه أو تسجيل SR على طرفي التسمم. أفادت كل من دراسات تعاطي الكحول عن طريق الفم والوريد عن أن الأشخاص الذين يعانون من FH + قد عانوا من حساسية عالية لتأثيرات الكحول على طول ارتفاع BAC، دون التوهين المقابل للتأثيرات المهدئة مع انخفاض BAC. أفادت دراسة باستخدام طريقة لقط الكحول عن طريق الوريد [ تم معايرة المشاركين إلى BAC بقيمة 0.06 جم / ديسيلتر حيث تم حقن الكحول للحفاظ على BAC مستقر طوال مدة الدراسة] ذكرت أن الأشخاص الذين يعانون من FH + قد عززوا التحفيز على الطرف الصاعد للتسمم، بما يتفق مع نموذج التفاضل. ومع ذلك، أفادت الموضوعات FH + التحفيز المنخفض أثناء لقط، مما يدل على التسامح الحاد.
تشير النتائج التي توصل إليها كينغ وزملاؤه، والتي تم دعمها إلى حد كبير من خلال التحليل التلوي الأخير، إلى أن نموذج التفاضل يميز الأشخاص الذين يشربون المشروبات الكحولية بشكل أفضل في خطر الإصابة باضطراب استخدام الكحول. على وجه التحديد، على مدار العديد من الدراسات، أفاد شاربي المشروبات الكحولية الشديدة بإيجابية SR على الطرف الصاعد للتسمم وانخفاض SR سلبي على الطرف الهابط، فيما يتعلق بالمشروبات الخفيفة. زيادة الحساسية لتأثيرات تحفيز الكحول على طول ارتفاع BAC والحساسية الصامتة للتأثيرات المهدئة للكحول على طول تضاءل BAC كانت تنبؤية لاحقًا بالزيادات المستقبلية في الإفراط في الشرب، وانقطاع التيار الكهربائي، والصداع، وأعراض اضطراب استخدام الكحول.

## القياس
يرصد مقياس التقييم الذاتي العالي (SHAS) الأحاسيس المرتبطة بشكل متكرر بالتسمم مثل «أخرق» و «دوار» و «سكران» و «مرتفع» وقد تم إعطاؤه على نطاق واسع في دراسات SR المبكرة. عادةً ما يتم استخدام SHAS كمقياس تناظري مرئي، مما يسمح للأشخاص بتقييم مدى تعرضهم لكل عرض من الأعراض خلال تجربة معينة. يزعم منتقدو هذا الإجراء أنه يلتقط التأثيرات المهدئة للكحول بشكل أساسي مع حذف العديد من خصائص الكحول المحفزة. التأثيرات ثنائية الطور لمقياس الكحول (BAES) 7آثار كحولية منشّطة (منشّطة ومفعمة بالحماس ومثارة ومثيرة ومتحدثة وقوية) و 7 مهدئات (صعوبة في التركيز، لأسفل، رأس ثقيل، غير نشط، مخدر، أفكار بطيئة، بطيئة) للكحول على مقياس من 11 نقطة. استخدمت الدراسات التي تدعم نموذج التفاضل بشكل عام تقريبًا BAES ، بدلاً من SHAS ، كمقياس لـ SR. يؤكد منتقدو مكتبة الإسكندرية أنه لا يلتقط التأثيرات المهدئة الإيجابية بشكل كاف. تم نشر التأثيرات الشخصية لمقياس الكحول. في عام 2013 لمعالجة هذا القيد الظاهري من خلال الإشارة إلى التأثيرات التحفيزية والمهدئة الإيجابية والسلبية. حتى الآن، لم يتم استخدام هذا المقياس على نطاق واسع في دراسات تحدي الكحول.

## المشرفون الجينين
تركز معظم الدراسات الجينية في أبحاث الإدمان على المحددات الجينية للأنماط الظاهرية التشخيصية مثل اضطراب تعاطي الكحول. ومع ذلك، نظرًا لأن أسباب اضطراب تعاطي الكحول كثيرة ومتنوعة، فقد حول الباحثون انتباههم إلى الأنماط الظاهرة، أو الأنماط الظاهرية المتميزة المرتبطة وراثيا المرتبطة باضطراب واسع النطاق. الأنماط الداخلية مفيدة بشكل خاص في أبحاث الإدمان لأنها ترتبط ارتباطًا وثيقًا بالاختلافات الجينية من الاضطراب الواسع. لذلك، اكتشف الباحثون آثار التباين الوراثي في نظام الأفيون الداخلي ونظام GABAergic على SR.
ينشط الكحول مستقبلات الأفيون الداخلية، مما يحفز إفراز الدوبامين مما يزيد من التأثيرات المجزية للكحول. ولهذه الغاية، اكتسب تعدد أشكال النوكليوتيدات أحادي النواة A118G (SNP) لجين مستقبلات الأفيون (OPRM1) اهتمامًا كبيرًا بصفته مشرفًا محتملًا للـ SR. وقد أظهرت العديد من الدراسات المختبرية أن حاملي G-allele يعانون من الآثار الكحولية المحفزة والمحفزة بقوة أكبر من A من الزيجوت المتماثل. ومع ذلك، وجدت دراسة عن المشاركين غير المعالجين الباحثين عن الاعتماد على الكحول أن A myozygotes قد شهدت تحفيزًا أكثر من حاملي G ، وأظهرت دراسة تناول المشروبات الكحولية عدم وجود فروق في SR بين النمط الجيني OPRM1. قد تنجم هذه النتائج المختلطة عن الاختلافات في شدة تعاطي الكحول بين العينات، حيث يؤكد نموذج الإدمان الاستاتيكي أن الأفراد يتحولون من المكافأة إلى شرب الكحول مع تقدم اضطراب تعاطي الكحول. وبالتالي، من الممكن أن يشربون المشروبات الكحولية الاجتماعية والأفراد الذين يعانون من اضطراب معتدل في تعاطي الكحول التأثيرات المضحكة للكحول كأكثرها بروزًا بينما قد يستهلك الأفراد الذين يعانون من اضطراب تعاطي الكحول الأكثر شدة الكحول بسبب خصائصه المعززة السلبية (أي للحد من أعراض الانسحاب). إن استخدام التقارير الذاتية بأثر رجعي، بدلاً من الوقت الفعلي، للتقارير الذاتية بالإضافة إلى الاختلافات في الأعراق للعينات قد يساهم أيضًا في حدوث اختلافات في الدراسات التي تستكشف آثار الجين OPRM1 و SR. مجتمعة، تشير الأدبيات المتعلقة بتعبير SR عن طريق النمط الجيني OPRM1 إلى أن A118G SNP للجين OPRM1 مرتبط بحساسية محسنة لتأثيرات الكحول، ولكن ليس مهدئًا.
وقد تم التعبير أيضًا عن التعبير عن الجين DAT1 لنقل الدوبامين للتنبؤ بخطورة أعراض اضطراب تعاطي الكحول مع دراسة حديثة تربط بين الناقلات المتزامنة لـ OPRM1 G-allele و DAT1 A10 allele homozygotes لتأثيرات ذاتية ممتعة على طول ارتفاع BAC.وقد تم التعبير أيضًا عن التعبير عن الجين DAT1 لنقل الدوبامين للتنبؤ بخطورة أعراض اضطراب تعاطي الكحول مع دراسة حديثة تربط بين الناقلات المتزامنة لـ OPRM1 G-allele والأليلات متماثل الزيجوت DAT1 A10 لتأثيرات ذاتية ممتعة على طول ارتفاع BAC.
قام باحثو الكحول أيضًا بتقييم دور مستقبلات حمض جاما أمينوبوتيريك (GABA) كمشرف على SR. ركزت معظم التحقيقات على ترميز الجينات لمستقبلات GABAA ، والتي تشارك في إطلاق الدوبامين. ربطت بعض الدراسات جينات GABRA2 و GABRG1 بتخفيضات في تجربة الآثار الذاتية الإيجابية والسلبية.

## الأثار السريرية
نظرًا لأن SR هو مؤشر قوي على استهلاك الكحول ومشكلاته في المستقبل، فقد ركز تطوير الأدوية على الأدوية التي تقلل من التأثيرات الكريهة أو تزيد من التأثيرات غير السارة للكحول.
غالبًا ما يوصف نالتريكسون، وهو مضاد لمستقبلات الأفيون، للمرضى الذين يعانون من اضطراب تعاطي الكحول، مع فعالية معتدلة، وقد أثبتت الدراسات أن النالتريكسون يقلل من التحفيز ويزيد من الآثار المهدئة المنفردة للكحول لدى الأفراد المعرضين لخطر اضطراب استخدام الكحول، مما يساهم في انخفاض في الذروة الذاتية المبلغ عنها ذاتيًا وتروق الكحول. فقط دراسة واحدة فقط عن آثار النالتريكسون على SR في عينة من المشاركين الذين يعتمدون على الكحول: النالتريكسون، بالمقارنة مع الدواء الوهمي، التحفيز الذاتي الموهن في غضون 10 دقائق من إعطاء جرعة معتدلة من الكحول، ولكن ليس بعد ذلك.
أظهرت الدراسات المختبرية أن النمط الجيني OPRM1 يشرف على التأثيرات الشخصية للنالتريكسون في المشروبات الكحولية والشديدة، مثل أن حاملي G أبلغوا عن انخفاض الحساسية تجاه التأثيرات المحفزة للكحول، علاوة على ذلك، أظهرت دراسة مضبوطة بالغفل من شاربي المشروبات الكحولية من أصل شرق آسيا أن G عانى الناقلون من حساسية أكبر لتأثيرات الكره المفرطة مقارنة بالكحول المثلي.  هناك أدلة محدودة تشير إلى أن كوبتيابين وفارينيكلين يزيدان من الآثار السلبية للكحول.